# ベンプフリンゲン
ベンプフリンゲン (ドイツ語: Bempflingen) は、ドイツ連邦共和国バーデン＝ヴュルテンベルク州シュトゥットガルト行政管区のエスリンゲン郡に属す町村（以下、本項では便宜上「町」と記述する）である。この町は、シュトゥットガルト地方（1992年まではミッテレラー・ネッカー地方）およびシュトゥットガルト大都市圏に属す。

## 地理

### 位置
ベンプフリンゲンの町域はシュヴェービシェ・アルプの麓にあり、その西部はエルムス川の谷を短い区間ながら含み、東はアウトムート川の近くまで広がっている。町内をエドゥアルト・メーリケ遊歩道およびエルムスタールオプスト自転車道が通っている。ライナーヴァルトの南、アルトドルフ方面（ベンプフリンガー高地）からは、ホーエンツォーレルンからユージを経由してドライ・カイザーベルゲンにいたるシュヴェービシェ・アルプのパノラマを望むことができる。

### 隣接する市町村
この町は、北西はネッカーテンツリンゲン、北はアルトドルフおよびグロースベトリンゲンの無人の小さな飛地、北東はグロースベトリンゲンの本体（ここまでいずれもエスリンゲン郡）、南東はグラーフェンベルク、南はリーデリヒ、南西はロイトリンゲン（以上3市町村はロイトリンゲン郡）と境を接している。

### 自治体の構成
自治体ベンプフリンゲンは、ベンプフリンゲンおよびクラインベトリンゲンの2地区からなる。

### 土地利用
2020年現在のこの町の用途別土地面積および占有率は以下の通りである。
| 用途         | 面積 (ha) | 占有率 (%) |
| ------------ | --------- | ---------- |
| 住宅用地     | 52        | 8.3        |
| 商工業用地   | 19        | 3.0        |
| レジャー用地 | 9         | 1.4        |
| 交通用地     | 58        | 9.3        |
| 農業用地     | 366       | 58.4       |
| 森林         | 100       | 16.0       |
| 水域         | 4         | 0.7        |
| その他       | 19        | 3.0        |
| 合計         | 627       | 100.0      |

## 歴史

### ベンプフリンゲン
ベンプフリンゲンは、おそらく5世紀にアレマン人によって造られた。これはその地名からも推察され、おそらくファーストネームの Beonfil に由来する。アレマン人の列状墓地が発掘された場所にはかつてローマ人の農場があった。

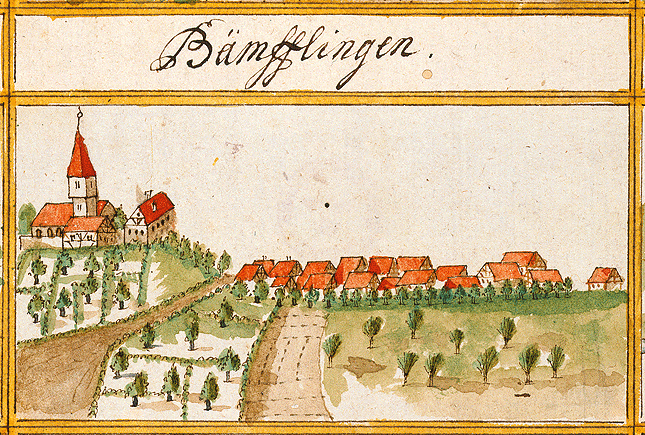
アンドレアス・キーザーによって描かれた1683年頃のベンプフリンゲンの絵図

ベンプフリンゲンは、1090年にヴュルフリンゲン伯クーノとアハルム伯リウトルトが、甥のグリュニンゲン伯ヴェルナーと Biemphelingin で相続について取り決めを行い、ツヴィーファルテン修道院への寄進を確約する、いわゆるベンプフリンゲン条約を結んだ際に初めて記録されている。当時ベンプフリンゲンはアハルム伯領に属していた。
14世紀初め、この集落はカイプ家のものとなっていた。その後、売却や相続を経てバウシュテッテン家およびマンスベルク家の所有となった。ヴュルテンベルクは、1448年にこの集落のバウシュテッテン家に属す部分を、1465年にマンスベルク家に属す部分を獲得した。ベンプフリンゲンは、1638年からアハルムに対する抵当権とともに10年間オーストリアの支配下に置かれたが、ヴェストファーレン条約によってヴュルテンベルクに返還され、ウンターアムト・メッツィンゲンに属した。1806年に建国されたヴュルテンベルク王国の新しい行政組織が適用され、ベンプフリンゲンはオーバーアムト・ウラッハの管轄下に置かれた。ナチ時代のヴュルテンベルクの郡再編により、ベンプフリンゲンは1938年にニュルティンゲン郡に編入された。1945年にアメリカ管理地区に創設されたヴュルテンベルク＝バーデン州に1952年まで属した。1952年にベンプフリンゲンは新設されたバーデン＝ヴュルテンベルク州に属した。1973年の郡域再編でエスリンゲン郡に編入された。

### クラインベトリンゲンの合併
クラインベトリンゲンは、1313年に Clainbaettelingen という記述で初めて確定的に記録されている。クラインベトリンゲンは市町村再編に伴い、1972年1月1日にベンプフリンゲンに合併した。

## 住民

### 宗教
宗教改革以後ベンプフリンゲンでは、福音主義が主流である。しかし、エスリンゲン＝ニュルティンゲン首席司祭区に属す小さなカトリック教会組織も存在する。現在のベンプフリンゲン福音主義教会はベンプフリンゲン地区とクラインベトリンゲンを包含し、ヴュルテンベルク福音主義州教会のバート・ウラッハ＝ミュンジンゲン教会管区に属している。

### 人口推移
人口調査結果 (*) または州統計局の公式研究結果に基づく人口推移を以下に示す（この町を主たる住所地とする人口）。
| 時期           | 人口（人） |
| -------------- | ---------- |
| 1602年         | 326        |
| 1871年12月1日* | 985        |
| 1900年12月1日* | 1,032      |
| 1939年5月17日* | 1,233      |
| 1950年9月13日* | 1,865      |
| 1961年6月6日*  | 2,184      |
| 1970年5月27日* | 2,657      |
| 1987年5月25日* | 3,100      |
| 1995年12月31日 | 3,146      |
| 2000年12月31日 | 3,220      |
| 2005年12月31日 | 3,363      |
| 2010年12月31日 | 3,348      |
| 2015年12月31日 | 3,474      |
| 2020年12月31日 | 3,482      |

## 行政

### 首長
第二次世界大戦後の首長を列記する。
- 1946年: ゴットヒルフ・ハーン（委嘱）
- 1946年: フリードリヒ・フランク（委嘱）
- 1946年 - 1966年: エルヴィン・アルブレヒト・ライヒ
- 1966年 - 1994年: ヘルムート・ケレ
- 1994年 - 2010年: ベルント・ハイドリヒ
- 2010年2月 - : ベルント・ヴェルザー

2009年11月8日の町長選挙でベルント・ヴェルザーは 87.72 % の支持票を獲得して新たな町長に選出された。この選挙の投票率は 66.29 % であった。

### 議会
ベンプフリンゲンでは、unechten Teilortswahl という方式で町議会選挙が行われる。この方式では調整議席によって最終的な議席数が変動する。2019年の選挙後の議席数は14議席である（2014年の選挙後は15議席であった）。町議会は、これらの選出された議員と、議長を務める町長で構成される。町長は町議会において投票権を有している。

### 紋章
図柄: 頂部は2行の銀（白）と黒の市松模様。その下の主部は青地に銀（白）の斜め帯、その中に3つの赤い鏃。
この紋章は、青い背景と、3つの赤い鏃を含む斜め帯によって、15世紀に村の3/4を領していたバウシュテッテン家を表している。同じくベンプフリンゲンを領していたマンスベルク家が市松模様によって表現されている。
町の旗の配色は赤 - 白（赤 - 銀）である。旗と紋章は1957年に州内務省の認可を得た。

## 文化と見所

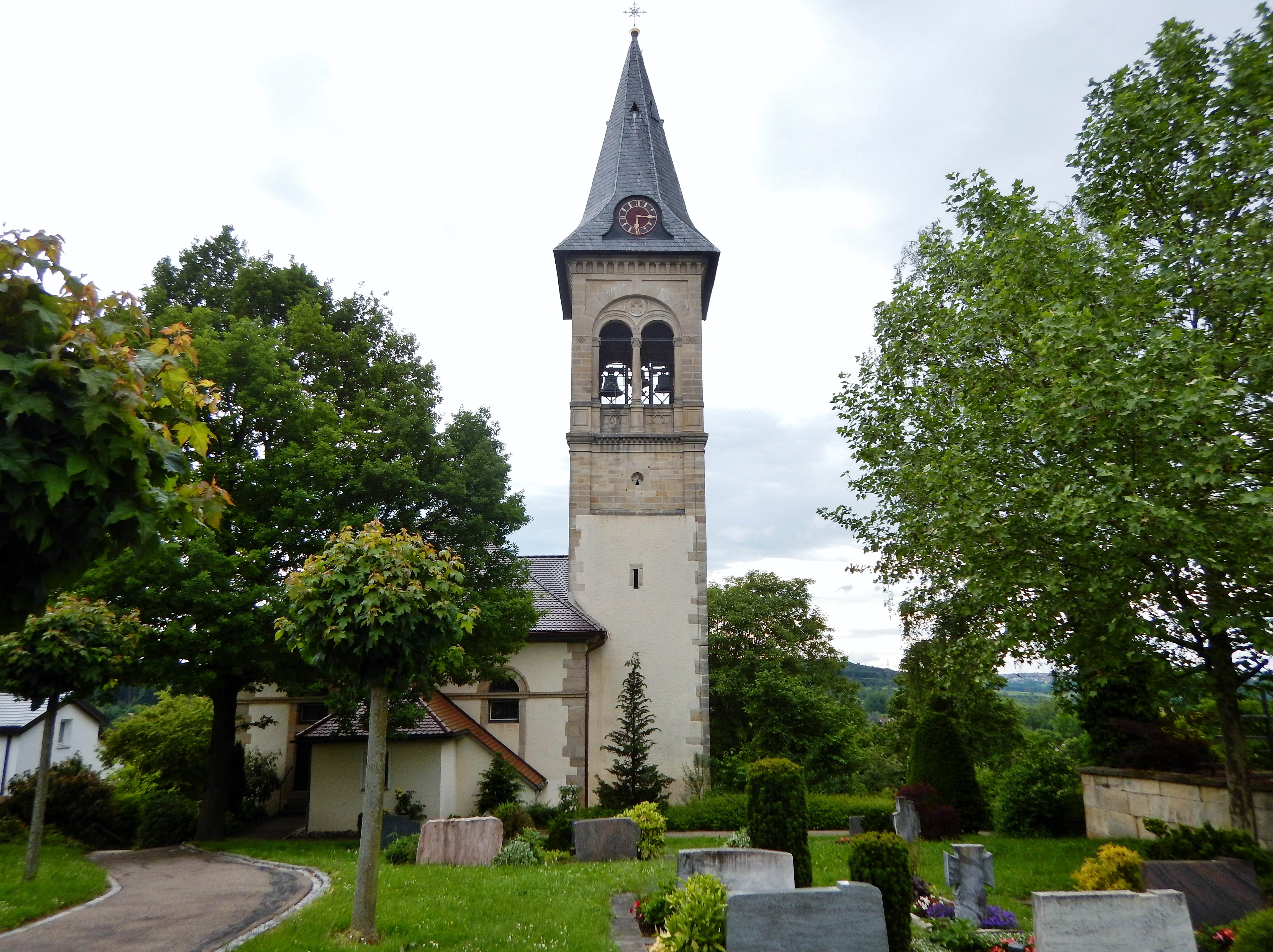
福音主義シュテファヌス教会

### 建築
- 現在のベンプフリンゲン水車の基礎壁は1659年に建設された。1391年に最初の記録が遺るこの水車のためにエルムス水路が設けられている。
- 福音主義のシュテファヌス教会は13世紀に、古い後期ロマネスク様式の先代教会に替えて建設された。元の教会は北壁と塔の下部の一部が現在の建物に遺っている。教会堂はシュトゥットガルトのクリスティアン・フリードリヒ・ロートによって、ハレンキルヒェとして建設された。1869年にクリスティアン・フリードリヒ・フォン・ラインスが塔をネオロマネスク様式に改築し、高くした[7]。建築家ハインツ・クラッテは1954年に内部を改装した。2つの鐘は1468年と1514年に造られたものである。
- 学校は1773年に新たに建設された。

## 経済と社会資本

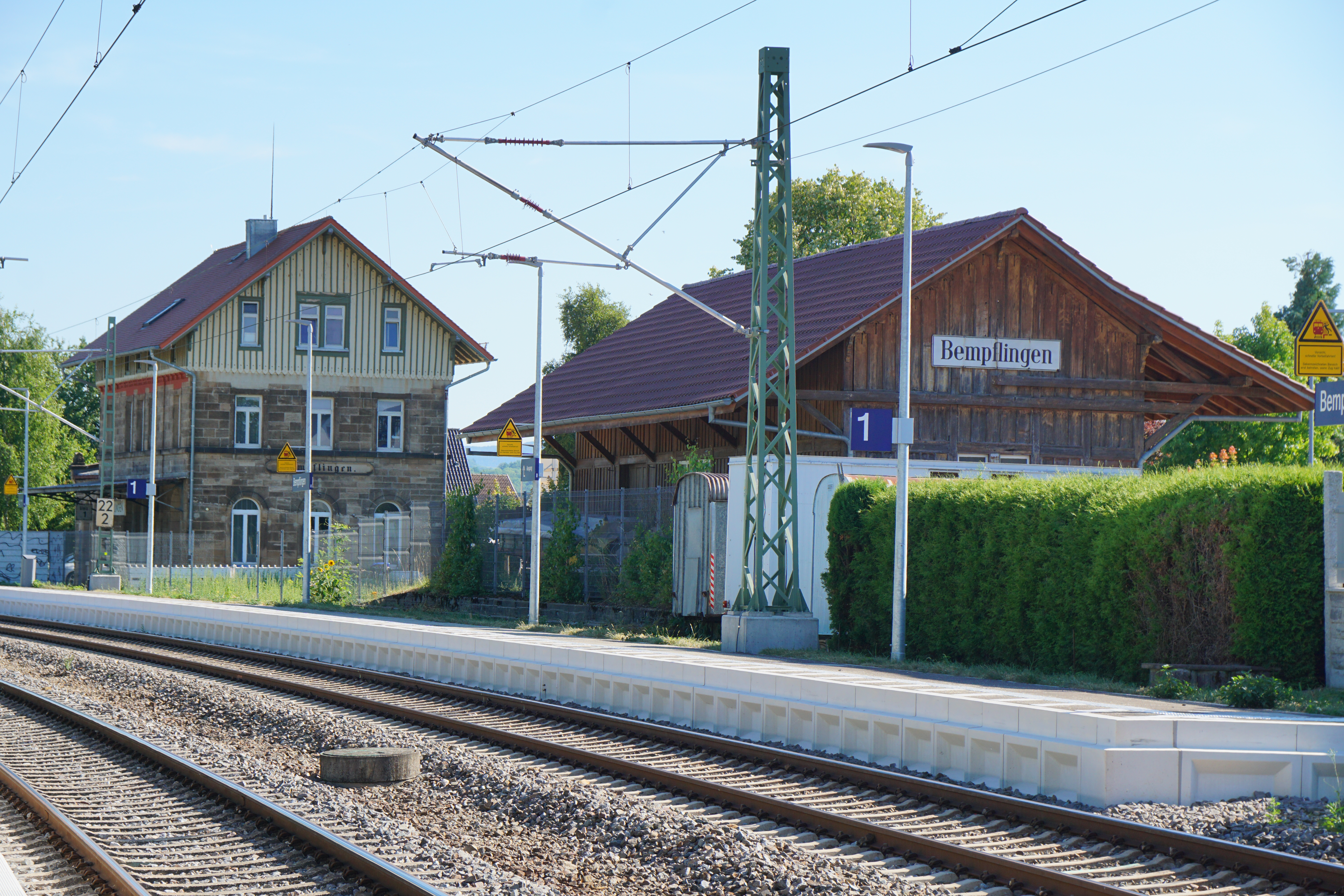
ベンプフリンゲン駅

### 交通
ベンプフリンゲンは鉄道プロヒンゲン - インメンディンゲン線（この区間はネッカー＝アルプ鉄道としても知られている）によって全国的な鉄道網に接続している。ベンプフリンゲン駅は1993年にハルテプンクト（信号所を持たない小規模な駅）に改造された。レギオナルバーン RB 18（オスターブルケン - テュービンゲン）と RB 63（ヘレンベルク - バート・ウラッハ）がこの路線を利用している。
ニュルティンゲン方面から来ると、ベンプフリンゲンはシュトゥットガルト交通・運賃連盟のサービス地域で最後の駅である。これ以後メッティンゲン方面へは2008年までは DB-乗車券が必要であった。2009年1月1日にベンプフリンゲンはネッカー＝アルプ＝ドナウ交通連盟に組み込まれた。このためテュービンゲンまでは naldo-乗車券だけが必要となった。

### 教育
ベンプフリンゲンには基礎課程学校「アウフ・マウエルン」がある。生徒はネッカーテンツリンゲン、メッツィンゲン、ニュルティンゲンの上級学校へ進学することができる。この他に、ベンプフリンゲンには幼稚園が3園ある。このうち2園（ハンフラントヴェークおよびアウフ・マウエルン）はベンプフリンゲン地区に、1園はクラインベトリンゲン地区にある。
クラインベトリンゲンには、ドイツ・ボーイ/ガールスカウト連盟バーデン＝ヴュルテンベルク e.V. (BDP) の訓練所がある。この公益団体は、毎年青年活動に関する広範なセミナー・プログラムを開催している。さらに聖霊降臨節の祝日や夏季休暇には青少年向けのレジャー期間を設けている。

### ライフライン

#### 電力供給
この町の電力網は、フェアネッツ GmbH によって運営されている。

#### ガス供給
天然ガス網は、シュタットヴェルク・ロイトリンゲン GmbH と EnBW コムナーレ・ベタイリグンゲン GmbH との子会社フェアエネルギー GmbH によって運営されている。

#### 上水道
最初の公共の水道は1909年に設けられた。現在は、ベンプフリンゲンおよびクラインベトリンゲンの全域にボーデン湖の水が供給されている。

#### 下水道
ベンプフリンゲン＝リーデリヒ排水浄化目的連合が、ベンプフリンゲンとリーデリヒの排水を処理する汚水処理場を運営している。

#### 廃棄物処理
廃棄物処理はエスリンゲン郡の廃棄物処理会社が担当している。有機ゴミ、家庭ゴミ、紙類を分別収集している。

## 関連図書
- Johann Daniel Georg von Memminger, ed (1831). “Bempflingen”. Beschreibung des Oberamts Urach. Die Württembergischen Oberamtsbeschreibungen 1824–1886. Band 8. Stuttgart / Tübingen: Cotta’sche Verlagsbuchhandlung
- Hans Schwenkel (1953). Heimatbuch des Kreises Nürtingen. Band 2. Würzburg. pp. 108–125
- Sönke Lorenz, ed (1991). Bempflingen und Kleinbettlingen. Stuttgart: Wegra Verlagsgesellschaft. ISBN 978-3-921546-28-4
- Landesarchiv Baden-Württemberg i. V., Landkreis Esslingen, ed (2009). Der Landkreis Esslingen, Band 1. Ostfildern: Jan Thorbecke Verlag. pp. 330–342. ISBN 978-3-7995-0842-1